# Mohammed Al-Shanqiti
Ali Mohammed Al-Shanqiti (em árabe: علي محمد الشنقيطي; nascido em 1963) é um ex-ciclista olímpico saudita. Al-Shanqiti representou sua nação nos Jogos Olímpicos de Verão de 1984, em Los Angeles.